# 蛇眼美體鰻
蛇眼美體鰻，又稱蛇眼錐體糯鰻（學名：Ariosoma ophidiophthalmus），為輻鰭魚綱鰻鱺目糯鰻科的其中一個種，由Emma Stanislavovna Karmovskaya於1991年描述，分布於西印度洋Say de Malha淺灘海域，深度110至115公尺，本魚體粗壯成圓柱形，尾鰭扁平，不成對鰭的邊緣深色, 胸鰭淡色，眼圓, 瞳孔狹窄而垂直，背鰭軟條181-192枚、 臀鰭軟條142-152枚，脊椎骨150-153個，為底棲性魚類，肉食性，生活習性不明。